# Josef Plaseller
Josef Plaseller (* 22. Februar 1812 in Brixen; † 23. April 1877 in Innsbruck) war ein österreichischer Mediziner und Stenograph.

## Leben
Plaseller studierte an den Universitäten Wien, Prag, Padua und Pavia. In Pavia wurde er 1836 mit der Dissertation De Aquis Soteriis Circuli Pustrissae Et Ad Eisacum In Comitate Tirolensi zum Dr. med. promoviert. Außerdem war er Dr. chir. sowie Magister der Geburtshilfe und Augenheilkunde. Er war anschließend Arzt in Rattenberg, Weißenbach und Imst.
Plaseller wurde 1851 in Innsbruck k.k. Bezirksarzt, 1857 Direktor des Allgemeinen Krankenhauses Innsbruck und später Sanitätsrat sowie Mitglied und stellvertretender Vorsitzender der Tiroler Landesmedizinalkommission. Mit deren Gründung wurde er der erste Direktor der Tiroler Landesgebär- und -findelanstalt. Zudem war er bis zu seinem Tode 1. Vorsitzender des 1861 gegründeten Tiroler Stenographenvereins und Präses der Prüfungskommission für das Lehramt der Stenographie in Innsbruck. Er galt als zentraler Beförderer der Stenographie in Tirol.
Plaseller war außerdem korrespondierendes Mitglied des staatsärztlichen Vereins des Großherzogtums Baden sowie Mitglied des Zentralausschusses des landwirtschaftlichen Vereins für Tirol und Vorarlberg.
Plaseller wurde mit dem Franz-Joseph-Orden sowie dem Goldenen Verdienstkreuz mit der Krone ausgezeichnet.

## Werke
- Disertatio Inauguralis De Aquis Soteriis Circuli Pustrissae Et Ad Eisacum In Comitate Tirolensi, Pavia 1836.
- Gerichtlich-medizinische Memoranda aus dem k. k. österreichischen Strafgesetze: zum Gebrauche für das Sanitäts- u. Gerichtspersonale, Wagner, Innsbruck 1854.
- Compendium stenographiae Latinae secundum systema Gabelsbergeri, Innsbruck 1868.